# کورسکو
کورسکو (به لهستانی:  Kursko) یک روستا در لهستان است که در گمینا مینزژچ واقع شده‌است.
 کورسکو  ۳۰۰ نفر جمعیت دارد.